# والتر لومان
والتر لومان (انگلیسی: Walter Lohmann؛ ۲۱ ژوئیه ۱۹۱۱ – ۱۸ آوریل ۱۹۹۳) ورزشکار دوچرخه‌سواری اهل آلمان بود.
وی در مسابقات کشوری و بین‌المللی در مجموع برندهٔ ۱ مدال طلا، ۲ مدال نقره شده‌است.